# 32990 Sayo-hime
32990 Sayo-hime este un asteroid din centura principală de asteroizi.

## Descriere
32990 Sayo-hime este un asteroid din centura principală de asteroizi. A fost descoperit pe 30 decembrie 1996 la Chichibu de Naoto Satō. Asteroidul prezintă o orbită caracterizată de o semiaxă mare de 3,03 ua, o excentricitate de 0,08 și o înclinație de 9,4° în raport cu ecliptica.